# Texas Patti
Texas Patti (Münster, 3 gennaio 1982) è un'attrice pornografica tedesca.

## Biografia
Texas Patti, nome d'arte di Bettina Habig, è nata nel gennaio 1982 nel Nord Reno-Westfalia allora parte della Repubblica Federale di Germania. Prima di entrare nell'industria del cinema per adulti ha lavorato come assistente dentale per 16 anni. Durante questa fase, parallelamente al lavoro di assistente dentale, inizia a muovere i primi passi nel settore pornografico in modo amatoriale, frequentando siti scambisti con il suo partner e caricando i suoi video su portali online. Quando il suo profilo venne alla luce, perse il lavoro e a quel punto decise di dedicarsi a tempo pieno al cinema a luci rosse, esordendo ufficialmente nel 2011. Come attrice, ha lavorato per studi sia europei che americani come Evil Angel, 3rd Degre, Girlfriends Films, Naughty America, Magma, Devil's Film, Hard X, Brazzers, Hustler e Private.
In Germania ha prestato il volto come modella erotica per diverse aziende del settore eros come Happy Weekend (2012) o Novum GmbH, 777 Webcams and Erotic Lounge (Telekom). Dal 2015 è anche ragazza l'immagine di Beate-Uhse.TV. 
Sebbene abbia iniziato a recitare esclusivamente in Europa, dal 2016 ha alternati la sua attività con produzioni nordamericane, ricevendo candidature agli AVN Awards nel 2017 e nel 2018.
A metà del 2018 ha girato il suo primo film come regista 
Agli AVN Awards 2025, è stata aggiunta nella AVN Hall of Fame.

## Riconoscimenti
AVN Awards
- 2025 – AVN Hall of Fame

XBIZ Europa Awards
- 2018 - Best Sex Scene - Gonzo per Big Black Cock 3 con Antonio Black e Joss Lescaf[2]

Venus Award
- 2015 – Miglio attrice tedesca[3]
- 2016 – Miglio attrice
- 2016 – Miglio attrice internazionale
- 2017 – Miglio attrice internazionale
- 2015 – Miglio attrice